# Moorella thermoacetica
Moorella thermoacetica ist eine Bakterienart. Sie nutzt mit Hilfe des Stoffwechselweges der Acetogenese CO2 zur Energiegewinnung. Wasserstoff ist hierbei der Elektronenspender, CO2 ist der Elektronenakzeptor, als Endprodukt wird Essigsäure gebildet. Moorella thermoacetica ist ein Modellorganismus, was diesen Stoffwechselweg angeht. Harland G. Wood und Lars G. Ljungdahl nutzten diesen Organismus, um die Acetogenese aufzuklären.
Ein Stamm von Moorella thermoacetica geht eine Symbiose mit Thermicanus aegyptius ein. Die Art wurde bis 1996 unter den Namen Clostridium thermoaceticum geführt, Untersuchungen der phylogenetischen Verwandtschaftsverhältnisse der Arten der Gattung Clostridium führte zu der Neubildung der Gattung Moorella. Die DNA wurde 2008 vollständig sequenziert.

## Merkmale
Die Zellgröße liegt bei 0,4 × 2,8 μm. Die Art ist thermophil, die optimale Temperatur für das Wachstum liegt (je nach Stamm unterschiedlich) zwischen 50 und 60 °C. Der Gram-Test fällt während der exponentiellen Wachstumsphase grampositiv aus, in der stationären Phase kann er auch negativ ausfallen. Sporen werden gebildet.

## Stoffwechsel und Wachstum
Moorella thermoacetica kann Energie durch die Acetogenese gewinnen. Hierbei dient der sogenannte reduktive Acetyl-CoA-Weg (auch Wood-Ljungdahl-Weg genannt) als der Hauptmechanismus zur Energiegewinnung und zur Bildung von Zellkohlenstoff aus Kohlendioxid (CO2) (CO2-Fixierung). Hierbei wird CO2 zu Essigsäure reduziert, Wasserstoff (H2) dient als Elektronendonator (Elektronenspender).
{\displaystyle \mathrm {4\ H_{2}+2\ CO_{2}\longrightarrow CH_{3}COO^{-}+H^{+}+2\ H_{2}O} }
Vier Moleküle Wasserstoff und zwei Moleküle Kohlenstoffdioxid werden zu einem Molekül Essigsäure (hier dissoziiert) und zwei Molekülen Wasser umgesetzt.
M. thermoacetica kann hierzu auch Kohlenmonoxid (CO) nutzen:
{\displaystyle \mathrm {4\ CO+2\ H_{2}O\longrightarrow CH_{3}COOH+2\ CO_{2}} }
Vier Moleküle Kohlenmonoxid und zwei Moleküle Wasser werden zu einem Molekül Essigsäure und zwei Molekülen Wasser umgesetzt.
Wenn Glucose vorhanden ist, kann M. thermoacetica auch den Sonderweg der Homoacetatgärung nutzen. Hierbei wird Glucose zu Acetat als einziges Endprodukt vergärt.
Von einer Glucoseverbindung werden hier drei Acetat produziert. Ein Acetat wird hierbei durch die Acetogenese gebildet, wobei die bei der Gärung freigesetzten 8 H+ und zwei CO2 genutzt werden.

## Systematik
Moorella thermoacetica zählt zu der Familie Thermoanaerobacteraceae innerhalb der Klasse Clostridia (Stand Dezember 2022). Die Familie Thermoanaerobacteraceae enthält anaerobe, hauptsächlich heterotrophe, aber auch chemolithoautotrophe Mitglieder. Die Gram-Färbung verläuft bei den Arten hauptsächlich Gram-positiv. Die Arten sind meist stäbchenförmig und sporenbildend. Von einigen Arten wurden allerdings keine Sporen berichtet. Moorella thermoacetica wurde 2001 von Boone und Mitarbeitern zu dieser Familie gestellt, zuvor wurde sie den Clostridiaceae zu geordnet.
Moorella thermoacetica wurde 1942 erstbeschrieben, hierbei noch unter den Namen Clostridium thermoaceticum. Aufgrund Untersuchungen der 16s-rRNA von Clostridium-Arten und Vergleich mit der rRNA anderer Gattungen wurde die Art zu der neu geschaffenen Gattung Moorella gestellt. Bei dieser Untersuchung wurden zusätzlich zu der Gattung Clostridium fünf neue Gattungen gebildet, neben Moorella waren dies Caloramator, Filifacto, Oxobacter und Oxalophagus.
Synonyme von Moorella thermoacetica sind Clostridium thermaceticum und Clostridium thermoaceticum.